# Grammaria borealis
Grammaria borealis är en nässeldjursart som först beskrevs av Levinsen 1893.  Grammaria borealis ingår i släktet Grammaria och familjen Lafoeidae. Inga underarter finns listade i Catalogue of Life.